# Harndrup Sogn
Harndrup Sogn ist eine Kirchspielsgemeinde (dän.: Sogn) im südlichen Dänemark. Bis 1970 gehörte sie zur Harde Vends Herred im damaligen Odense Amt, danach zur Ejby Kommune im
Fyns Amt, die im Zuge der  Kommunalreform zum 1. Januar 2007 in der
Middelfart Kommune in der Region Syddanmark aufgegangen ist.
Im Kirchspiel leben 853 Einwohner, davon 607 im Kirchdorf (Stand:1. Januar 2023). Im Kirchspiel liegt die Kirche „Harndrup Kirke“.
Nachbargemeinden sind im Süden Fjelsted Sogn und im Nordwesten Brenderup Sogn, ferner auf dem Gebiet der benachbarten Nordfyns Kommune im Osten Hårslev Sogn.